# Albert Rempe
Albert Rempe (* 17. Oktober 1918; † 6. April 1995) war ein deutscher Transportunternehmer.

## Leben
Rempe war Transportunternehmer in Schongau (Oberbayern). Er war Erster Vorsitzender des Landesverbandes Bayerischer Transportunternehmen (LBT) und zunächst Vizepräsident des Bundesverbandes des Deutschen Güterfernverkehrs (BDF). 1979 wurde er in Nachfolge von Friedrich Möhrann zum Präsidenten des Bundesverbandes gewählt. Er blieb bis 1985 im Amt.

## Ehrungen
- 1981: Bundesverdienstkreuz 1. Klasse
- 1988: Großes Verdienstkreuz der Bundesrepublik Deutschland
- Bayerischer Verdienstorden